# Distretto di Svislač
Il distretto di Svislač (in bielorusso Свіслацкі раён?) è un distretto (raën) della Bielorussia appartenente alla regione di Hrodna.